# نیسه‌فور ۳۱۱۷
سیارک ۳۱۱۷ (به انگلیسی: 3117 Niepce، نامگذاری:1983CM1) سه هزار و صد و هفدهمین سیارک کشف شده‌است که در ۱۱ فوریه ۱۹۸۳ کشف شد.
قدر مطلق سیارک برابر ۱۲٫۳۰ است.